# Feldru
Feldru (en hongrois : Földra) est une commune du județ de Bistrița-Năsăud en Transylvanie (Roumanie).